# Larry Spriggs
Larry Spriggs, né le 8 septembre 1959 à Cheverly, dans le Maryland, est un ancien joueur américain de basket-ball. Il évolue durant sa carrière au poste d'ailier.

## Palmarès
- Champion NBA 1985